# اگنس (۱۸۵۳)
اگنس (۱۸۵۳) (به انگلیسی: Agnes (1853)) یک کشتی بود که طول آن 11.97  m بود. این کشتی در سال ۱۸۵۳ ساخته شد.